# Tiny lamp
「tiny lamp」（タイニー・ランプ）は、fhánaの楽曲。同グループ2枚目のシングルとして2013年10月23日にLantisから発売された。

## 概要
前作「ケセラセラ」より2ヶ月ぶりにリリース。表題曲は、テレビ東京系アニメ『ぎんぎつね』オープニングテーマに起用。作曲を担当した佐藤純一は、「僕は今までアニメや音楽に感動して救われてきたので、今度は僕らの音楽を聴いた人が救われるような曲を作っていきたい」という思いを抱いているが、歌詞の“だからこの次は私の方が君を連れて”には非常に感情移入したと話している。

## シングル収録内容
| 全作詞: 林英樹、全作曲: 佐藤純一、全編曲: fhána。 |                                              |        |            |      |
| #                                                 | タイトル                                     | 作詞   | 作曲・編曲 | 時間 |
| 1.                                                | 「tiny lamp」                                | 林英樹 | 佐藤純一   | 5:08 |
| 2.                                                | 「はじまりのサヨウナラ」                     | 林英樹 | 佐藤純一   | 4:54 |
| 3.                                                | 「tiny lamp」(fu_mou "faded memories" Remix) | 林英樹 | 佐藤純一   | 5:09 |
| 4.                                                | 「tiny lamp」(Instrumental)                  | 林英樹 | 佐藤純一   | 5:08 |
| 5.                                                | 「はじまりのサヨウナラ」(Instrumental)       | 林英樹 | 佐藤純一   | 4:52 |
| 合計時間:                                         | 合計時間:                                    | 25:11  |            |      |